# داني ميرفي (لاعب كرة قدم)
داني ميرفي (بالإنجليزية: Danny Murphy)‏ (10 مايو 1922 - 1 يناير 2001) هو لاعب كرة قدم بريطاني (وحمل سابقاً جنسية المملكة المتحدة لبريطانيا العظمى وأيرلندا) في مركز الوسط. لعب مع بولتون واندررز.